# Chacina da Sé
A chacina da Sé, também chamada de Massacre da Sé foi uma série de atentados violentos contra pessoas em situação de rua da Praça da Sé, na cidade de São Paulo, entre os dias 19 e 22 de agosto de 2004.

## História

### Investigação
Investigações da época indicavam que o motivo do crime seria para silenciar possíveis testemunhas que teriam observado policiais em esquemas de tráfico de drogas da região. Na época, foi preso um segurança particular, denunciados seis policiais militares, três soldados foram presos, porém foram soltos por falta de provas. A partir de então ninguém mais foi acusado de ter cometido o crime.

### Protesto
Foi realizado um ato para relembrar a chacina em 2015. O representante do Movimento Nacional da População de Rua, Sebastião Nicomedes de Oliveira disse em 2015: "O problema continua, a violência continua. Então, estamos mostrando que não esquecemos, porque essas pessoas não podem ter morrido em vão. Os moradores de rua continuam sofrendo perseguições, morrendo sem atendimento. O massacre não acabou."